# Arorae
Arorae (anteriormente conocido como Arorai, Arurai, isla Hope o Hurd) es un atolón del grupo de islas Gilbert, pertenecientes a la República de Kiribati. Está localizado cerca de la línea ecuatorial en el océano Pacífico central.

## Geografía
El atolón tiene un área de 9,5 km² y una población de alrededor de 1225 habitantes (2000), de los cuales la mayoría son protestantes. Las aldeas más grandes de la isla son Roreti, Tamaroa y Taribo.
El atolón es una isla coralina baja y plana con forma alargada. Mide 9 km de largo por 1 km de ancho. Como es un atolón muy pequeño, no posee una laguna interior.

### Asentamientos
Nanimona, Roreti, Tamaroa, Tamoa.

## Cultura
La cultura de Arorae ha sido influenciada más por Samoa que por otras de las islas Gilbert. Esto es porque misioneros de Samoa se establecieron en la isla y convirtieron a la población a la Iglesia protestante.
- Datos: Q698352